# Márcio Malta
Márcio Malta (Niterói, 1982), também conhecido como Nico, é um cartunista e pesquisador brasileiro. Trabalhou principalmente em órgãos de movimentos sociais, tendo como principal destaque o periódico de humor político OPasquim21. Atualmente, é professor de Ciência Política da UFF. Em 2009, ganhou o Troféu HQ Mix na categoria "melhor livro teórico" por seu livro Henfil - o humor subversivo, biografia do cartunista Henfil.